# Stanisław Kluz (1914–2011)
Stanisław Kluz (ur. 3 listopada 1914 w miejscowości Tovačov, zm. 29 września 2011 w Wiedniu) – polski ksiądz katolicki, współpracownik „Tygodnika Powszechnego”, od lat 60. duszpasterz akademicki w Wiedniu.

## Życiorys
Po ukończeniu szkoły średniej wstąpił w 1929 do nowicjatu jezuickiego. Studiował filozofię i germanistykę na Uniwersytecie Jagiellońskim. Święcenia przyjął 9 listopada 1941 w Nowym Sączu. Po zakończeniu II wojny światowej związany z konspiracją WiN-owską, w 1946 wystąpił z zakonu, żeby nie obciążać go swoją działalnością. Ukrywał się do 1953, następnie przebywał w Laskach pod Warszawą. Po 1956 pracował jako duszpasterz akademicki we Wrocławiu. Na przełomie lat 50. i 60. był współpracownikiem „Tygodnika Powszechnego”. Jego artykuły z tego okresu zostały zebrane w tomie Niekoniecznie z ambony (1963). W 1965 wyjechał do Austrii, gdzie dzięki propozycji kardynała Franza Königa stworzył duszpasterstwo akademickie w Wiedniu, działające przy Ebendorferstraße, którym kierował przez następne kilkadziesiąt lat. W ostatnich latach życia publikował także wiersze, zebrane w tomie Die Musik - nicht ganz zerbrochen: Poesien und Betrachtungen (2009).